# Bùi Tiến Dụng
Bùi Tiến Dụng (sinh ngày 23 tháng 11 năm 1998) là một cầu thủ bóng đá chuyên nghiệp người Việt Nam đang chơi ở vị trí trung vệ cho câu lạc bộ Hải Phòng.

## Sự nghiệp
Năm 2010, Tiến Dụng tham gia trung tâm đào tạo trẻ bóng đá Thường Xuân (Thanh Hóa). Năm 2012, trung tâm Thường Xuân giải thể, anh được tuyển chọn vào trung tâm đào tạo bóng đá trẻ PVF.
Mùa giải 2016, Tiến Dụng được PVF đem cho Than Quảng Ninh mượn. Trong màu áo Quảng Ninh, anh chỉ có một lần được xếp đá chính tại V.League 1.
Chuyển đến SHB Đà Nẵng từ giai đoạn hai V.League 1 2017, Tiến Dụng được huấn luyện viên Lê Huỳnh Đức trọng dụng hơn. Thành quả là anh có tên trong danh sách chính thức của đội tuyển U-23 Việt Nam dự giải U-23 châu Á 2018 tại Trung Quốc. Tại giải đấu này, Tiến Dụng được thi đấu 40 phút và phải nhận 1 thẻ vàng, đội U-23 Việt Nam giành ngôi á quân.
Cuối năm 2021, Tiến Dụng rời SHB Đà Nẵng sau 5 năm cống hiến để chuyển sang thi đấu cho Hải Phòng. Tại đây, anh nhanh chóng thể hiện được tài năng và trở thành một trong những trụ cột của đội bóng. Tính riêng tại V.League 2022, Tiến Dụng có 23 lần ra sân cho đội chủ sân Lạch Tray, tất cả đều là đá chính. Dưới sự dẫn dắt của huấn luyện viên Chu Đình Nghiêm, đội Hải Phòng đã tạo ra một cuộc đua vô địch vô cùng hấp dẫn với câu lạc bộ Hà Nội. Hải Phòng kết thúc mùa giải với ngôi á quân, chỉ kém nhà vô địch 3 điểm.
Ngày 4 tháng 1 năm 2023, câu lạc bộ Công an Hà Nội đã thông báo rằng họ đã chính thức chiêu mộ thành công Bùi Tiến Dụng.

## Cuộc sống cá nhân
Bùi Tiến Dụng là em trai ruột của thủ môn Bùi Tiến Dũng, cả hai đã từng là đồng đội của nhau tại câu lạc bộ Công an Hà Nội.

## Danh hiệu

### Câu lạc bộ
Công an Hà Nội
- V. League 1:

 Vô địch: 2023
Hải Phòng
- V. League 1:

 Á quân: 2022
Than Quảng Ninh
- Cúp quốc gia:

 Vô địch: 2016
- Siêu cúp quốc gia:

 Vô địch: 2016

### Đội tuyển
U-19 Việt Nam
- Giải vô địch U-19 Đông Nam Á: á quân 2015, hạng ba 2016

U-22 & U-23 Việt Nam
- Á quân Giải vô địch bóng đá U-23 châu Á: 2018
- Huy chương vàng Đại hội Thể thao Đông Nam Á: 2019